# Eutrema heterophyllum
Eutrema heterophyllum là một loài thực vật có hoa trong họ Cải. Loài này được (W.W.Sm.) H.Hara mô tả khoa học đầu tiên năm 1973.